# Agustín Goiburú
Agustín Goiburú (28 de agosto de 1930-2 de febrero de 1977) fue un político paraguayo del Movimiento Popular Colorado (Mopoco) que se opuso activamente a la dictadura de Alfredo Stroessner. Fue secuestrado, logró fugarse y volvió a ser secuestrado en el marco de la Operación Cóndor en 1977. Goiburú, médico de formación con especialización en traumatología realizada en el Brasil, trabajó en el Instituto de Previsión Social y en el Policlínico Policial “Rigoberto Caballero” a su regreso al país.
Agustín Goiburú era hermano del poeta, periodista, escritor y músico paraguayo Aniceto Sánchez Goiburú, con quien mantenía una relación distante.

## Exilio
Goiburú, durante su actividad política, formó parte del Partido Colorado, el cual respaldaba el régimen del general Alfredo Stroessner, quien ejercía el poder en Paraguay desde 1954.
Sus denuncias sobre las violaciones a los derechos humanos perpetradas por la dictadura lo llevaron a integrarse en 1959 al grupo de dirigentes colorados que se vieron obligados a exiliarse.
En un primer momento, Goiburú se asiló en la embajada de Uruguay, junto con el artista Teodoro S. Mongelós y otros activistas, quienes más tarde constituirían, en el exilio, el movimiento disidente Mopoco.
Tras su salida del país, Goiburú se estableció inicialmente en Santa Ana, para luego trasladarse a la ciudad argentina de Posadas, ubicada en la frontera con Encarnación, al sur de Paraguay, donde continuó ejerciendo su profesión como médico.

## Denuncias
En esos años denunció a los medios de prensa que, flotando en el río Paraná, aparecían cadáveres, mutilados y con rasgos de tortura, de ciudadanos paraguayos que eran tirados desde aviones. Se trataba de combatientes del movimiento insurgente “14 de mayo” que habían sido apresados por el ejército paraguayo. Fueron acusados de comandar esa represión el ministro del Interior, Edgar L. Ynsfrán y el jefe de Policía, Ramón Duarte Vera.
Opositor acérrimo a la dictadura de Stroessner, Agustín Goiburú intentó llamar la atención internacional sobre el caso Paraguay, al planear el secuestro de un avión de la línea estatal TAM (Transporte Aéreo Militar) que descendía en Encarnación. El objetivo era llegar hasta Punta del Este (Uruguay) donde se desarrollaría en 1962 una reunión de cancilleres americanos a la que asistirían figuras relevantes de la política continental. Sin embargo, el plan llegó a conocimiento de la seguridad stronista que montó un cerco del que Goiburú logró escapar de manera casi milagrosa.

## Secuestro y fuga
El 24 de noviembre de 1969 fue secuestrado por primera vez. Se encontraba pescando con su hijo de once años, Rolando y algunos albañiles, en el río Paraná, en aguas territoriales argentinas. Fue interceptado por una lancha militar con efectivos de la prefectura naval paraguaya con base en Encarnación. Su bote fue remolcado hasta la orilla paraguaya, donde el pequeño Rolando fue devuelto a Posadas. Los albañiles permanecieron presos en la Delegación de Gobierno por más de un año y Goiburú fue enviado en un avión militar a Asunción.
Permaneció desaparecido durante meses en un sótano de la Armada en la capital paraguaya y, luego de la denuncia de la esposa, fue trasladado a varias comisarías de Asunción. Finalmente quedó en la Comisaría Séptima, de donde logró escapar de manera espectacular a través de un túnel, el 3 de diciembre de 1970, un año y nueve días después de su captura. Logró asilarse en la embajada chilena y, bajo el amparo del gobierno socialista de Unidad Popular, viajó a Santiago de Chile. Pero muy pronto estaría de vuelta en Posadas.

## Intento de atentado
Convencido de que la caída de Stroessner solo podría producirse por métodos violentos, en 1974 Goiburú articuló la participación de activistas de Mopoco y de estudiantes paraguayos en la Universidad de La Plata para realizar un atentado contra el general Stroessner. Una camioneta cargada de explosivos estaría estacionada en el trayecto que realizaba cotidianamente en auto del dictador, cerca de la estación central del ferrocarril en el centro asunceno. El operativo falló varias veces, por distintos motivos y terminó siendo descubierto por un oficial de la Marina, quien había sido contactado por uno de los implicados, Evasio Benítez, para proveerle de explosivos.
En noviembre de 1974 la Policía descubrió el intento de atentado y, a más de ejecutar a Benítez, apresó a los hermanos Rodolfo y Benjamín Ramírez Villalba, a Carlos Mancuello y a Amílcar Oviedo. Los cuatro últimos permanecieron detenidos y torturados hasta el 21 de septiembre de 1976, cuando la Policía decidió eliminarlos. Sus cuerpos nunca fueron encontrados.
Desde entonces, Agustín Goiburú se convirtió en el enemigo público número uno de Stroessner. Era, además, el gran referente del exilio paraguayo y el único con capacidad de organizar un amplio frente de resistencia desde el territorio argentino. Todos sus movimientos eran vigilados por una red de espías que mantenían informados al dictador paraguayo de sus pasos. Por otra parte, había comenzado a funcionar desde fines de 1975, un pacto secreto de cooperación clandestina entre las dictaduras de la región, denominado Operación Cóndor. Mediante esta alianza de los gobiernos militares les era posible intercambiar información y prisioneros y realizar operativos conjuntos. En ese sentido, la desaparición de Goiburú se enmarca en las prácticas de terrorismo de Estado.

## Últimos días
Al saberse seguido y viendo que su situación personal era insegura, Goiburú decidió mudarse a Paraná (Entre Ríos), ciudad alejada de la frontera paraguaya, en marzo de 1975. Pese a ello un operativo conjunto coordinado desde Asunción y del que participaron agentes paraguayos y argentinos lo secuestraron el 2 de febrero de 1977. Su cuerpo nunca fue ubicado, pese a los intentos de sus familiares.
En el 22 de septiembre de 2006 la Corte Interamericana de Derechos Humanos condenó al Estado paraguayo por la desaparición de Agustín Goiburú y por sus pobres intentos de investigar la verdad histórica.